# Saxifraga hyperborea
Saxifraga hyperborea es una especie de planta fanerógama perteneciente a la familia Saxifragaceae. Es originaria del hemisferio norte. 

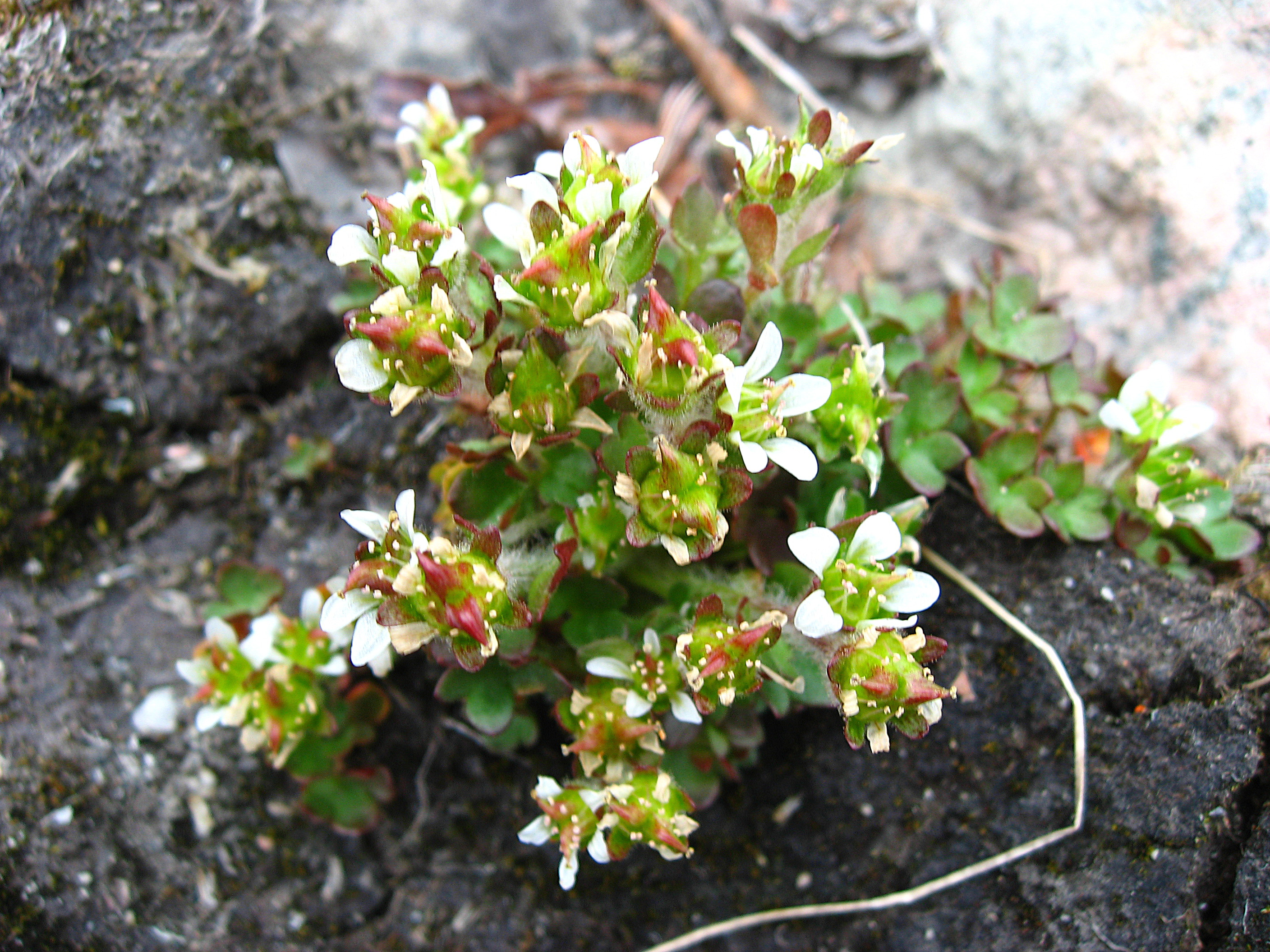
En su hábitat

## Descripción
Es una planta solitaria o formando grupos compactos, o, a veces sueltas, con penachos, (por lo general totalmente púrpura, a veces verde), no estolonífera, ni rizomatosa, con caudex. Las hojas son basales y caulinares, (las caulinarias 1-3, diferentes de las de la base, reducidas); con pecíolo ± aplanado, de 5-35 mm; reniforme para orbiculada, con 3-5 lóbulos redondeado de 3-6  mm, finos o ligeramente carnosos, márgenes enteros. Las inflorescencias en cimas con 2-5 flores, a veces flores solitarias, de 1-5 cm de color púrpura. Tiene un número de cromosomas de 2 n = 26.

## Distribución y hábitat
Se encuentra en la tundra mojada, en grava abierta y limo, márgenes de arroyos y lagos, camas en la nieve, barrancos y acantilados sombríos, en filtraciones debajo de las piedras, limosa y playas de grava; a una altitud de 0-3000 + metros; en Groenlandia, Norteamérica, Asia; islas del Atlántico (Spitsbergen).

## Taxonomía
Gentiana hyperborea fue descrita por Robert Brown y publicado en Chloris Melvilliana 16. 1823.
Etimología
Saxifraga: nombre genérico que viene del latín saxum, ("piedra") y frangere, ("romper, quebrar"). Estas plantas se llaman así por su capacidad, según los antiguos, de romper las piedras con sus fuertes raíces. Así lo afirmaba Plinio, por ejemplo.
hyperborea: epíteto latíno que significa "del extremo norte"
Sinonimia
- Saxifraga cernua var. debilis (Engelm. ex A. Gray) Engl.
- Saxifraga debilis Engelm.
- Saxifraga flexuosa Sternb.
- Saxifraga hyperborea subsp. debilis (Engelm.) Á.Löve, D.Löve & B.M.Kapoor
- Saxifraga rivularis var. debilis (Engelm.) Dorn
- Saxifraga rivularis var. flexuosa (Sternb.) Engl. & Irmsch.
- Saxifraga rivularis subsp. hyperborea (R. Br.) Dorn
- Saxifraga rivularis var. hyperborea (R. Br.) Hook.[4][5]

Híbrido
- Saxifraga x svalbardensis